# Chikau Mansale
Chikau Mansale (Port Vila, Vanuatu; 13 de enero de 1983) es un futbolista vanuatuense que juega como arquero en el Erakor Golden Star.

## Carrera
Jugó su primer partido en el Tupuji Imere de su país en 2006, pero rápidamente fue fichado por el Logan United de Australia, donde jugó hasta que en 2010 regresó a Vanuatu para jugar en el Amicale FC. Tras pasar por el Hekari United en 2015, recaló en el Mauriki, para luego pasar al Erakor Golden Star en 2017.

### Clubes
| Club                        | País               | Año        |
| --------------------------- | ------------------ | ---------- |
| Tupuji Imere                | Vanuatu            | 2006–2007  |
| Logan United                | Australia          | 2007–2010  |
| Amicale FC                  | Vanuatu            | 2010–2015  |
| Hekari United Football Club | Papúa Nueva Guinea | 2015       |
| Mauriki FC                  | Vanuatu            | 2016–2017  |
| Erakor Golden Star          | Vanuatu            | Desde 2017 |

### Selección nacional
Atajó en representación de Vanuatu en nueve ocasiones, recibiendo 17 goles.